# Foulage (cuir)
Pour les articles homonymes, voir Foulage.
Dans le domaine de la mégisserie, le foulage sert à faire pénétrer l'huile dans les peaux.

## Technique
Quelques chamoiseurs passent les peaux au foulon auparavant. On met les peaux en pelotes de quatre et on les porte en foulon. Le foulage est l'opération la plus délicate de la chamoiserie, celle qui demande le plus de soins de la part du fabricant ; la pratique seule peut guider sur le temps nécessaire à la pénétration de l'huile dans les peaux, ce temps variant suivant la température, la nature des peaux et des huiles employées. Après le foulage, on retire les peaux et on leur donne un vent, c'est-à-dire qu'on les étend à l'air pour les laisser sécher en partie, puis on les remet sous les pilons pendant une heure ou deux et on les étend à l'air de nouveau. On répète cette alternative de foulage et de séchage jusqu'à ce que l'huile ait suffisamment pénétré la peau. Un foulonnier expérimenté peut seul juger de l'état d'avancement du travail et de la quantité d'huile nécessaire. Pendant le foulage, l'huile ne fait que pénétrer dans l'épaisseur de la peau et s'interposer entre ses fibres, mais ne fait pas corps avec elle ; il est nécessaire, pour arriver à ce résultat, de mettre les peaux en fermentation dans une étuve chauffée ou bien, plus simplement, en piles qu'on recouvre de toiles ou de couvertures.